# Jacob Hergenhein
Jacob "Jake" Dana Hergenhein (5 de abril de 1990) es un luchador canadiense de lucha libre. Ganó dos medallas en Campeonato Panamericano, de plata en 2012.  